# Fuk'anggan
Fuk'anggan (Manchou : ᡶᡠᠺᠠᠩᡤᠠᠨ, translittération Möllendorff : fuk'anggan ; chinois : 福康安 ; pinyin : fú kāng'ān), nom de cour Yaolin (瑶林 / 瑤林, yáolín), né en 1753 et décédé en 1796, est un noble mandchou. Il faisait partie du clan Fuca (富察, fùchá) et de la bannière jaune à bordure des Huit bannières de la dynastie Qing. Il est le fils de Fuheng (zh) (傅恒), qui était lui-même frère de l'impératrice Xiaoxianchun (zh) (孝贤纯皇后)
Fuk'anggan a eu différents postes importants sous le règne de Qianlong, dont ceux de gouverneur général, gouverneur de Liangjiang (zh) (两江总督) et  gouverneur de Liangguang (zh) (两广总督).

## Guerres
En 1787, 300 000 personnes prennent part à une insurrection armée sur l'île de Taïwan contre le gouvernement de la dynastie Qing. Fuk'anggan commande alors une armée de 20 000 militaires et mate la rebellion.
En 1790, à la suite de l'invasion du Tibet par les Gurkhas, lors de la guerre sino-népalaise, Jamphel Gyatso, le 8e dalaï-lama s'échappe de Lhassa et demande de l'aide au  gouvernement de la dynastie Qing. L'empereur Qianlong désigne alors Fuk'anggan comme commandant en chef de la campagne au Tibet. Celui-ci défait l'armée Gurkha et libère le Tibet, puis repousse l'armée népalaise plus profondément dans son territoire.[réf. nécessaire]

## Galerie

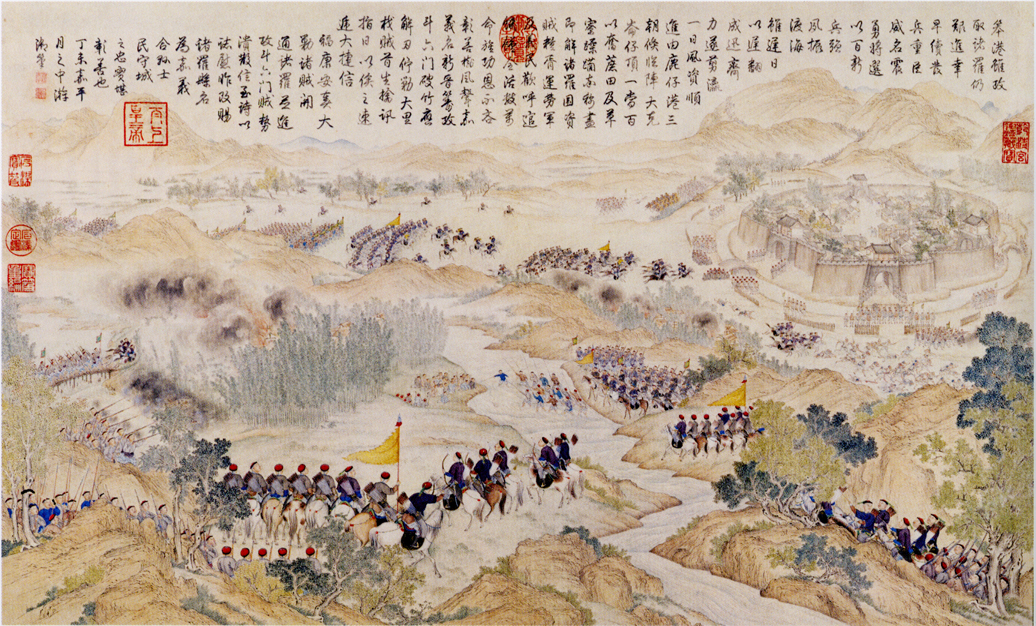
Pacification de la rébellion à Taïwan.
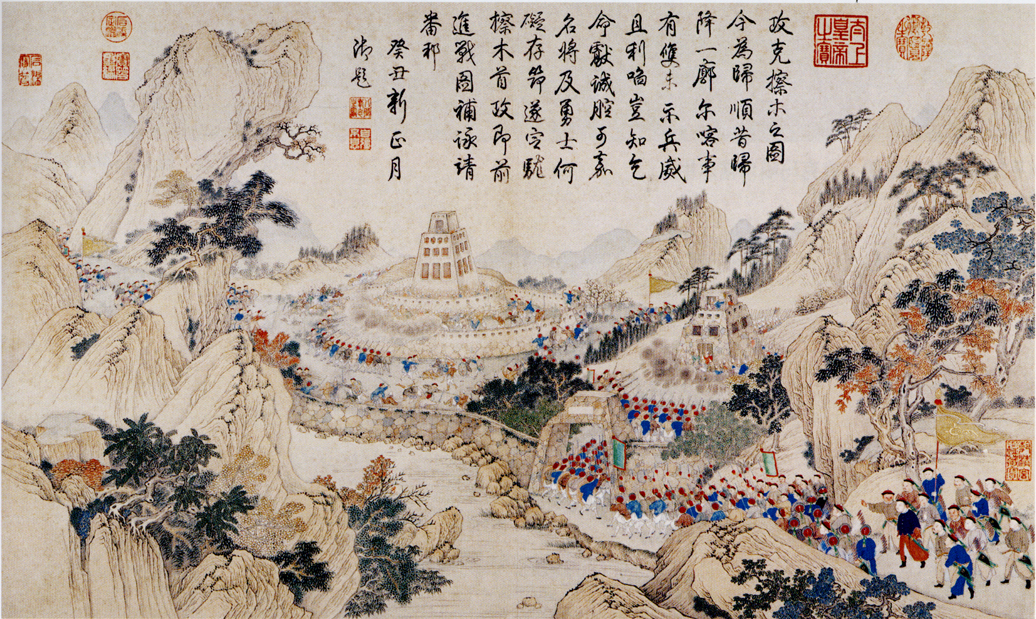
Capture de Camu pendant la campagne contre les Gurkhas.
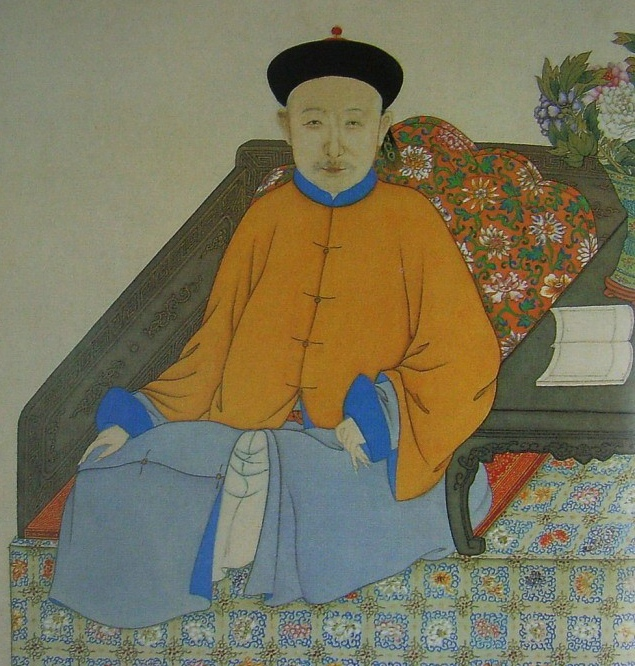
Fu Kangan